# Championnats du monde de tennis de table 1983
Navigation
Édition précédente Édition suivante
Les championnats du monde de tennis de table 1983, trente-septième édition des championnats du monde de tennis de table, ont lieu du 28 avril au 9 mai 1983 à Tokyo, au Japon.
Le titre messieurs est remporté par le chinois Guo Yuehua pour la deuxième fois après sa victoire en 1981.

## Résultats individuels et en doubles
| Épreuves         | Or                            | Argent                   | Bronze                  |
| ---------------- | ----------------------------- | ------------------------ | ----------------------- |
| Simple messieurs | Guo Yuehua                    | Cai Zhenhua              | Jiang Jialiang          |
| Simple messieurs | Guo Yuehua                    | Cai Zhenhua              | Wang Huiyuan            |
| Simple dames     | Cao Yanhua                    | Yang Young-ja            | Qi Baoxiang             |
| Simple dames     | Cao Yanhua                    | Yang Young-ja            | Huang Junqun            |
| Double messieurs | Dragutin Šurbek Zoran Kalinić | Jiang Jialiang Xie Saike | Seiji Ono Hiroyuki Abe  |
| Double messieurs | Dragutin Šurbek Zoran Kalinić | Jiang Jialiang Xie Saike | Wang Huiyuan Yang Yuhua |
| Double dames     | Dai Lili Shen Jianping        | Geng Lijuan Huang Junqun | Cao Yanhua Ni Xialian   |
| Double dames     | Dai Lili Shen Jianping        | Geng Lijuan Huang Junqun | Tong Ling Pu Qijuan     |
| Double mixte     | Guo Yuehua Xialian Ni         | Chen Xinhua Tong Ling    | Cai Zhenhua Cao Yanhua  |
| Double mixte     | Guo Yuehua Xialian Ni         | Chen Xinhua Tong Ling    | Xie Saike Huang Junqun  |

## Résultats par équipes
| Épreuves  | Or                                                                          | Argent                                                                                     | Bronze                                                                                   |
| --------- | --------------------------------------------------------------------------- | ------------------------------------------------------------------------------------------ | ---------------------------------------------------------------------------------------- |
| Messieurs | Chine- Jiang Jialiang - Guo Yuehua - Xie Saike - Fan Changmao - Cai Zhenhua | Suède- Mikael Appelgren - Stellan Bengtsson - Erik Lindh - Ulf Bengtsson - Jan-Ove Waldner | Hongrie- Gábor Gergely - István Jónyer - János Molnár - Zoltán Káposztás - Zsolt Kriston |
| Dames     | Chine- Tong Ling - Cao Yanhua - Xialian Ni - Geng Lijuan                    | Japon- Tomoko Tamura - Mika Hoshino - Fumiko Shinpo - Emiko Kanda                          | Corée du Nord- Li Bun-hui - Li Song-suk - Kim Gyong-sun - Chang Yong-ok                  |